# Bahnhof Frankfurt (Oder)-Rosengarten

Der Bahnhof Frankfurt (Oder)-Rosengarten befindet sich am Streckenkilometer 75,0 der Niederschlesisch-Märkischen Eisenbahn. Der Bahnhof besitzt einen Mittelbahnsteig, den man über eine Straßenbrücke erreichen kann. Er wird stündlich von Zügen der Regional-Express-Linie RE 1 bedient.

## Lage und Name
Der Bahnhof liegt im Stadtteil Rosengarten der kreisfreien Stadt Frankfurt (Oder) im Westen des Stadtgebiets. Er wurde 1843 als Haltepunkt errichtet und ist seitdem ein wichtiger Bahnhof für die westlich von Frankfurt (Oder) liegenden Dörfer. Der Bahnhof liegt in einem tiefen Geländeeinschnitt direkt neben der Hauptstraße von Rosengarten, die über eine Brücke führt, von der der Mittelbahnsteig des Bahnhofs per Treppe zu erreichen ist. Bis 2010 begann am Bahnhof eine Bahnstrecke, die ins Frankfurter Gewerbegebiet Seefichten führte, das nordwestlich der Innenstadt liegt. Die Strecke wurde etwa seit 1990 nicht mehr befahren und 2010 demontiert.
Parallel zum Bahn verläuft im Bereich des Bahnhofs die Bundesautobahn 12 zwischen Berlin und Warschau. Schräg zum Bahnhof verläuft die Bundesstraße 112 zwischen Lebus und Eisenhüttenstadt. Über sie sind die Frankfurter Ortsteile Markendorf und Booßen erreichbar.

## Geschichte
Für die 1841/42 gebaute Bahnstrecke von Berlin nach Frankfurt (Oder) war der Bereich um das Dorf Rosengarten der topographisch schwierigste Abschnitt. Aus Richtung Westen stieg die Trasse aus dem Tal der Spree an, erreichte bei Rosengarten ihren höchsten Punkt und fiel anschließend rasch in Richtung Oder ab. Der ursprünglichen Trassenentwurf von August Crelle musste durch den Oberbauleiter der Strecke, Ch. Fr. Zimpel, im Bereich Rosengarten modifiziert werden, damit der Höhenzug an einer niedrigeren Stelle gekreuzt werden konnte. Ursprünglich sollte die Strecke nördlich des Dorfes verlaufen, stattdessen wurde ein südlicher Verlauf realisiert. 
Bei Rosengarten wurde die Strecke in einem 11 Meter tiefen Einschnitt verlegt, dennoch waren bis zum Frankfurter Bahnhof noch 41 Meter Gefälle zu überwinden. Am 23. Oktober 1842 ging die Strecke in Betrieb. Die Personenzüge zwischen Berlin und Frankfurt hielten nicht in Rosengarten. Jedoch waren im Jahr 1843 im Fahrplan Aufenthalte der Güterzüge, welche auch Personen beförderten, in Rosengarten ausgewiesen. Später wurde Rosengarten regulärer Haltepunkt.
Anfang des 20. Jahrhunderts entstanden Planungen zum Bau eines großen Verschiebebahnhofs in Frankfurt. Verschiedene Varianten wurden geprüft. Eine Lage an der Hauptstrecke aus Berlin zwischen Rosengarten und Frankfurt schied wegen des starken Gefälles aus. Schließlich wurde der Verschiebebahnhof an der Strecke aus Eberswalde errichtet. Damit der Bahnhof auch aus Richtung Berlin direkt erreichbar war, wurde eine Verbindungsstrecke aus Rosengarten gebaut, die 1914 in Betrieb ging. Gleichzeitig wurde zur weiteren Verringerung der Steigungen der Strecke der Einschnitt bei Rosengarten um acht Meter vertieft. 
In der Folge kam es zu einer Serie von Dammrutschen, der stärkste von ihnen geschah am 27. Dezember 1925. Dabei waren die eigentlichen Streckengleise mehrere Monate gesperrt, ein provisorisches Gleis wurde am nördlichen Hang aufgebaut.
Im Zug der Umbaumaßnahmen ging im Jahr 1914 der Verbindungsstrecke von Rosengarten zum Verschiebebahnhof der Güterbahnhof Rosengarten in Betrieb. Hier gab es bis 1922 einen Anschluss zu einem Artilleriedepot.
Im Jahr 1917 war der bisherige Haltepunkt Rosengarten durch einen weiter östlich gelegenen Bahnhof ersetzt worden.
Ab dem 12. Dezember 2021 war wegen Erneuerung der Straßenbrücke ein Zugang zum Bahnsteig nicht möglich, im Zuge dessen wurde der Bahnsteig grunderneuert und mit einem Aufzug ausgestattet. Der Bahnsteig wurde am 11. Dezember 2022 wieder in Betrieb genommen.

## Anlagen

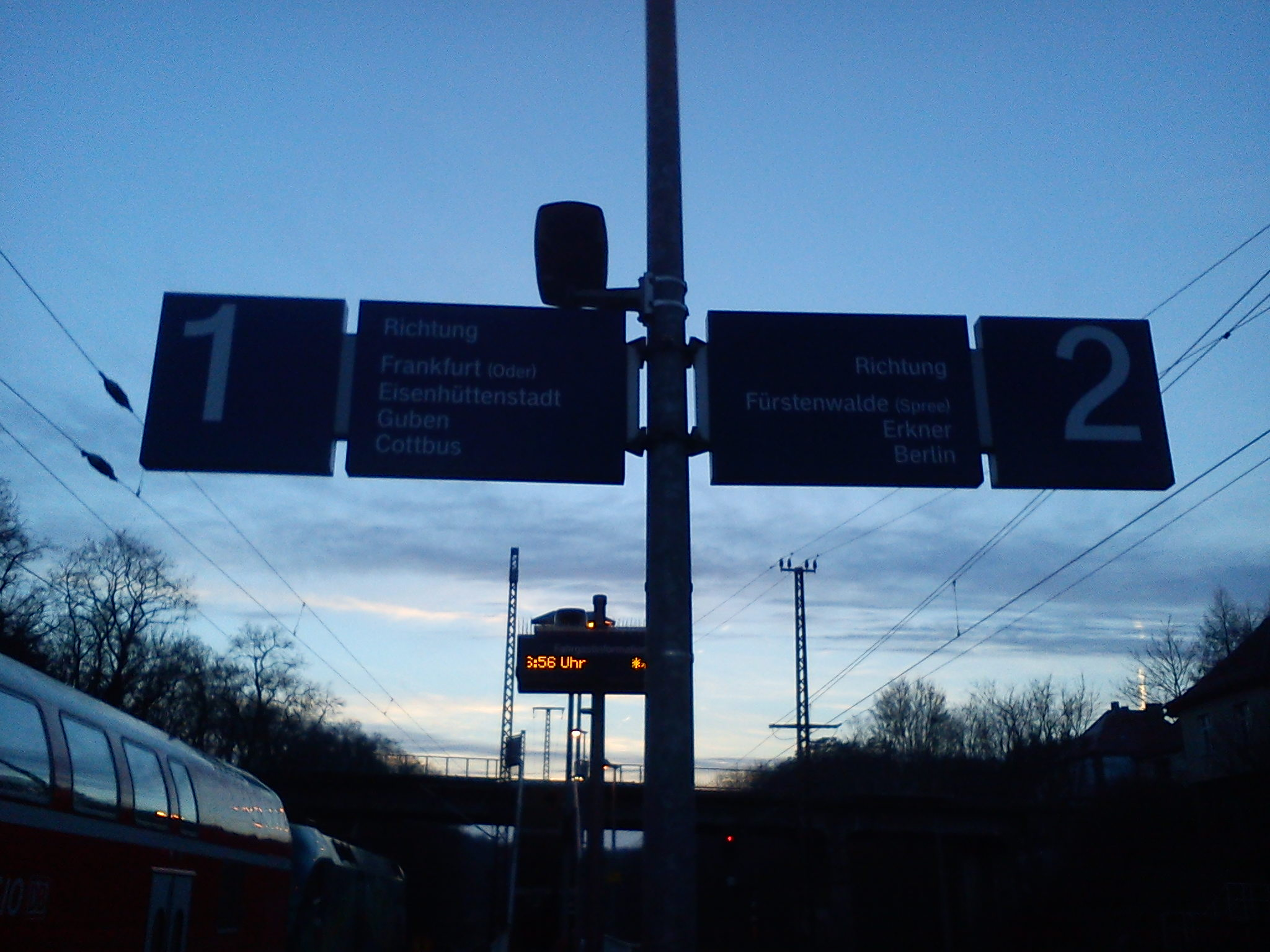
Der Gleisanzeiger

Der Personenbahnhof liegt in einem tiefen Einschnitt. Er besaß neben den beiden Durchgangsgleisen der Strecke zum Personenbahnhof Frankfurt (Oder) zwei äußere Gleise, die zum Güterbahnhof Rosengarten und weiter zum Rangierbahnhof Frankfurt (Oder) führten. Diese Gleise sind mittlerweile außer Betrieb. Zwischen den beiden Durchgangsgleisen gibt es einen Mittelbahnsteig, zu dem eine Treppe von der auf der Westseite der Bahnsteige liegenden Straßenbrücke führt. Früher gab es eine separate Fußgängerbrücke vom nördlich der Gleise auf dem Hang gelegenen Empfangsgebäude zum Bahnsteig. Das Empfangsgebäude dient keinen Bahnzwecken mehr und wurde im Oktober 2013 verkauft.
Die beiden Gleise vom Personenbahnhof zum 1,7 Kilometer entfernten Güterbahnhof Rosengarten verliefen parallel, wobei das südliche Gleis kreuzungsfrei von der direkten Strecke nach Frankfurt ausfädelte und unter dieser geführt wurde. Im Güterbahnhof Rosengarten waren beide Gleise verbunden, anschließend führte ein Gleis weiter in den nördlichen, das andere in den südlichen Teil des Verschiebebahnhofs Frankfurt (Oder). Auf der Nordwestseite des Güterbahnhofs lagen ursprünglich an einer Ladestraße Gleise für den Ortsgüterverkehr, die Anfang der 1960er Jahre bereits abgebaut waren.

## Verkehrsanbindung
Von Rosengarten führen stündliche Direktverbindungen Richtung Berlin Hauptbahnhof/Potsdam Hauptbahnhof/Magdeburg Hauptbahnhof bzw. und Bahnhof Frankfurt (Oder), im Berufsverkehr weiter bis Eisenhüttenstadt. Laut Berichten der Märkischen Oderzeitung nutzen viele Pendler (vor allem nach Berlin) aus Rosengarten und Umgebung den Bahnhof, da es für sie viel leichter erreichbar ist als der Bahnhof Frankfurt (Oder). Der RE 1 verkehrt in beiden Richtungen zwar zwei- bis dreimal pro Stunde, hält aber nur stündlich in Rosengarten.
| Linie                    | Linienverlauf | Takt (min) | EVU                   |
| ------------------------ | --- | ---------- | --------------------- |
| RE 1                     | (Cottbus Hbf – Eisenhüttenstadt –) Frankfurt (Oder) – Frankfurt (Oder)-Rosengarten – Fürstenwalde – Berliner Stadtbahn – Potsdam Hbf – Brandenburg Hbf (– Magdeburg Hbf) | 60         | Ostdeutsche Eisenbahn |
| Stand: 10. Dezember 2023 | |            |                       |

Der EuroCity Berlin-Warszawa-Express und bei anderen beiden Zuggruppen des RE 1 zwischen Frankfurt und Brandenburg fahren in Rosengarten durch. 

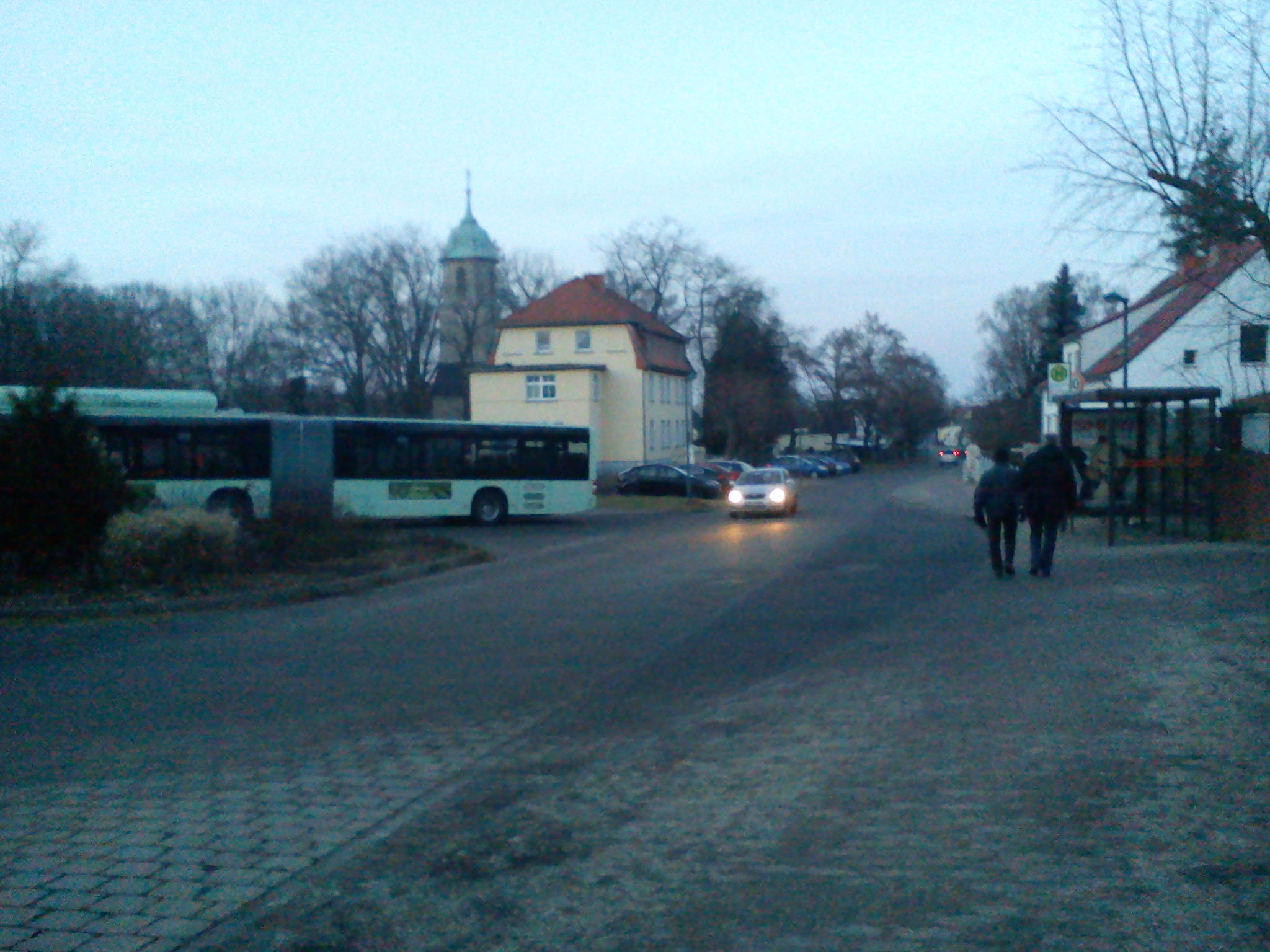
Die Bushaltestelle, mit Buswendekreisel

Am Bahnhof befindet sich eine Bushaltestelle, die von der Buslinie 982 der Stadtverkehrsgesellschaft Frankfurt (Oder) bedient wird. Mit der Buslinie 982 kann man vom Bahnhof aus Markendorf, die Frankfurter Innenstadt und den Frankfurter Bahnhof erreichen.